# Chris Sivertson
Chris Sivertson es un cineasta estadounidense.

## Biografía
La primera película de Sivertson fue All Cheerleaders Die (2001), que también escribió y dirigió junto con Lucky McKee.
En 2003, Siverton y Kevin Ford codirigieron un documental titulado Toolbox Murders: As It Was sobre la realización de la película La masacre de Toolbox de Tobe Hooper de 2003.
En 2006, Sivertson y Eddie Steeples coescribieron y codirigieron The Best of Robbers, protagonizada por Steeples.
La película de Sivertson The Lost (2006) adaptó la célebre novela policiaca de Jack Ketchum y se ha convertido en un clásico de culto.
Su siguiente película, Sé quién me mató (2007), protagonizada por Lindsay Lohan, no fue bien recibida por la crítica y ganó varios Premios Golden Raspberry. Sin embargo, la película desarrolló posteriormente un seguimiento de culto, con proyecciones en Los Ángeles, Silent Movie Theatre y NuArt; y el crítico del The Boston Globe, Ty Burr la comparó favorablemente con Sisters y Body Double de Brian de Palma, así como con las obras de David Lynch.
Sivertson ha escrito y producido otras películas, incluida Wicked Lake (2008).
Sivertson también escribió y dirigió la película deportiva Brawler de 2011.
All Cheerleaders Die es una película de terror de 2013 que fue dirigida por Lucky McKee y Sivertson. La película es una nueva versión de la película de 2001 All Cheerleaders Die.
La película de Sivertson, Shattered Memories, debutó en televisión en 2018.